# 繁体字
繁体字（はんたいじ、繁体字: 繁體字; 拼音: fántǐzì; 注音: ㄈㄢˊㄊㄧˇㄗˋ）または正体字（せいたいじ、繁体字: 正體字; 拼音: zhèngtǐzì; 注音: ㄓㄥˋㄊㄧˇㄗˋ）は、中国語において、系統的な簡略化を経ていない筆画が多い漢字の字体を指す。特に中華人民共和国の一連の「文字改革」政策による簡体字（簡化字）との対比によりこう呼ぶ。現在では主に台湾のほか、中華人民共和国の特別行政区である香港・マカオで使用され、中華圏外の華人コミュニティーでも見られる。日本でいう「旧字体」に近いが同じではない。字体や用字法は地域ごとに異なる点が見られ、1980年代以降、活字でよく見られた字体よりも筆写体に近づいたものが規範とされる。

## 呼称
繁体字による中国語の表記体系を中国語で繁體中文、正體中文、日本では繁体字中国語、伝統的中国語（英語からの直訳）などと呼ぶ。文字・表記体系とも繁體、正體と略称されることがある。
英語では一般的に繁体字をTraditional Chinese Characters、表記体系をTraditional Chineseと呼ぶ。漢字圏にも伝統字という呼び方がある。
中国語で正體は、文字の標準字体を指す。台湾を中心に、簡体字に対する従来の字体を「繁体字」と呼ぶのは誤りで「正体字」という名称こそが正確であるとする主張がある。その代表的な論者として中華民国総統を務めた馬英九が知られる。馬は台北市長だった2004年に講演で、「繁体字」の呼称は漢字簡化が進められた際に中国大陸で使われ、「煩」に通じるマイナスの評価を暗に伴う不合理で誤ったものであると述べ、「正体字」と呼ぶべき理由として古くから伝わる正統の文字であることと、簡体字・俗字・異体字との対比を挙げた。こういった主張を背景に、特に台湾で行われるものを指して「正體字」「正體中文」と呼ぶことがある。
中華民国教育部は、同部が定めた規範による文字を「正體字」のほか、『標準字與簡化字對照手冊』で標準字と呼び、中国大陸における「繁體字」と区別している。

## 特徴と地域差
繁体字と簡体字の関係は、日本の漢字における「明治以来行われてきた活字の字体」（旧字体）と当用漢字以後の「現代の通用字体」（新字体）との関係にほぼ相当する。ただし日本でいう「旧字体」とは異なり、繁体字は台湾や香港などでは現在も標準的な字体として一般的に使われている。個別の字で見ると、繁体字は旧字体と字体を同じくしているものがあるが、異なるものもある。現行の規範や習慣に沿った繁体字書体は、日本で明治以来行われてきた活字のものとは、字体やデザイン面など異なる点が多い。
中国大陸における簡体字と異なり、繁体字圏では漢字の字体に対する強制力を伴う厳密な規範がない状態が長期にわたって継続してきた。地域ごとの習慣・言語政策の違いにより、個々の字の字体に相違が見られる。現行の規範による字体は、初等教育の教科書などに使われる。それ以外の民間における実際の印刷書体やコンピュータにおけるフォントは、必ずしも各地の規範通りの字体を採用しているとは限らない。
台湾と香港は、ともに繁体字圏であるとはいえ、口語ほどではないものの漢字の用法や字体に違いが見られる。香港では「著」と「着」を書き分けるが、台湾では一般に区別せず「著」と書く。逆に台湾では「台」と「臺」を書き分けるが、香港では一律に「台」と書く。台湾では「裡」「衛」が規範とされるが、香港では「裏」「衞」である。このほかに、活字のデザイン差程度ともいえる細かな違いもある。
一般的に繁体字にも簡体字と同様の「新字形」と通称される印刷標準字体が適用されるため、結果として台湾・香港のものとは字体が異なることがある。例えば「麼」は大陸では「麽（么）」である。

## 字体に関する規範
国字標準字体
台湾の標準字体。中華民国教育部が1982年に頒布した常用国字標準字体表と続く次常用国字標準字体表・罕用字体表に規定される。
常用字字形表
事実上、香港の標準字体を定める漢字表。香港教育署語文教育学院（現・香港教育大学）中文系により制定され、1986年に発表された。1990年と2000年に大幅な修訂がなされ現在に至る。そもそもは漢字教育にあたる小学教師の参考資料として研究編纂され、編者は「正字の権威を打ち立てようとするものではない」としているが、香港教育署（現・教育局）が1988年に頒布した課程綱要に含まれる「小学常用字表」はこの字形表をよりどころにしている。地元出版社も、小中学校教科書のほかに辞書をもこの字形表に準拠して出版している。台湾の国字標準字体とは大部分で共通する。
「新字形」
中国大陸の印刷標準字体の通称。印刷通用漢字字形表（1965年）、現代漢語通用字表（1988年）、通用規範漢字表（2013年）に基づく。権威ある字書・辞書とされる『新華字典』・『現代漢語詞典』に見える繁体字・異体字にも原則としてこの新字形が適用されている。

## コンピュータと繁体字

### 文字セット
Big5
1984年に台湾で制定された文字セット。繁体字圏のデファクトスタンダード。オリジナルである基本セットを特にBig5-1984と称する。
CNS 11643
中華民国の国家規格で、Big5をベースにした文字セット。
GB 12345-90
中華人民共和国の国家規格で、簡体字中国語の基本文字セットGB 2312の繁体字版といえる文字セット。
CJK統合漢字
Unicode・UCSの策定にあたり、中国 (China)・日本 (Japan)・韓国 (Korea) の漢字を統合した文字セット。
GBK
中華人民共和国の文字セットで、GB 2312を拡張し当時のCJK統合漢字をすべて取り込んだもの。繁体字をも含む。
香港増補字符集
香港政府によってBig5の拡張セットとして制定された文字セット。方言字や香港で常用される異体字を中心とする。HKSCS。
GB 18030
中華人民共和国の国家規格で、GBKをさらに拡張したもの。

### フォント
繁体字中国語フォントは、Big5-1984を基本文字セットとしてきた。日本で市販される商品は、Big5-1984の範囲にとどまる場合が多い。香港などではフォントメーカーが独自の拡張を施した製品を販売した。Unicodeの浸透とともに、Big5を主としてCJK統合漢字をカバーするものやHKSCSやBig5拡張規格に対応したものもオペレーティングシステムのパッケージやアップデート・拡張機能、市販品、オープンソースソフトウェアとしての流通などを通じて普及している。
一方、簡体字中国語フォントも準拠する文字セットがGBK、GB 18030と拡張を重ねたことにより繁体字をカバーするようになった。中国の国家規格には字体についても規定したものがあり、簡体字フォントは、ビットマップフォントとGB 2312しかなかった時代から中国大陸の字体規範に沿ってデザインされている。GB 18030対応フォントも規格に適合することが求められ、収録されている繁体字の大部分は「新字形」に沿ったデザインになっている（新字形の「奥」「吴」が別に含まれている「奧」「吳」といった文字には適用されない）。
台湾・香港の両政府とも字体に関する規範に準拠することを積極的に求めることがなかったため、Big5系のフォントが規範に完全に適合することはまれであった。とはいえ、楷書の要素を取り入れる例があり、日本で「明治以来行われてきた活字の字体」よりも、台湾・香港の規範に近いことが多い。
特に2005年ごろから、特に台湾の字体規範に適合したフォントの普及の動きが見られる。Windows Vista以降のMicrosoft Windows（微軟正黑體、新細明體）、OS X 10.11 El Capitan以降のmacOSやiOS 9以降のiOS（蘋方-繁〈PingFang TC〉）といったオペレーティングシステムの繁体字中国語標準フォントが国字標準字体に準拠した。AdobeがGoogleなどと共同開発したオープンソースフォントの繁体字版思源黑體 (Source Han Sans TC)と明朝体に当たる思源宋體 (Source Han Serif TC)は、国字標準字体に対応している。
蘋方には「蘋方-港 (PingFang HK)」、思源黑體バージョン2.00以降には「思源黑體 香港  (Source Han Sans HC)」という香港字形のバリエーションもある。

## 対照例示
台湾、香港における標準字体、中国大陸における新字形による繁体字、簡体字のほか、韓国における漢字、日本の旧字体・新字体も参考のために掲げた。日本語では当用漢字以前、必ずしも標準字体が定まっていたわけではない。ここでは日本語において使われることがまれな漢字について、日本語フォントに見られる字体を便宜上新字体として扱っている。
使用ウェブブラウザの仕様やインストール・設定されているフォントなどといった閲覧条件により、正確な字体が再現されない場合がある。以下の条件に適合する場合、意図に沿った表示となる。
- 日本語・簡体字中国語・韓国語のフォントのほか、繁体字は台湾・香港の標準字体に準拠したフォントがインストールされ有効になっている。
- ウェブブラウザが指定された言語属性に従い、言語に適したフォントで表示でき、適切なフォントが設定されている。
  - 特に繁体字中国語で台湾のもの（zh-TW、zh-Hant-TW）と香港のもの（zh-HK、zh-Hant-HK）を区別していること。

上記を満たさない場合はISO/IEC 10646・Unicodeで符号位置が区別される溫-温・群-羣・衛-衞・銳-鋭などの一部を除き、台湾と香港の字体との区別ができない。
表の(青色)の部分は、香港の標準字体が台湾の標準字体との間に相違点が基本的にないことを示す。
以下の世界人権宣言第1条の表示例が一致すれば、台湾欄の漢字は台湾の規範に沿った表示となっている。
| 国字標準字体 | 使用中のフォント                                                                      |
| ------------ | ------------------------------------------------------------------------------------- |
|              | 人人生來自由， 在尊嚴和權利上一律平等。 他們有理性和良心， 請以手足關係的精神相對待。 |

| 台湾 | 香港 | 新字形 | 簡体字 | 韓国 | 旧字体 | 新字体 |
| ---- | ---- | ------ | ------ | ---- | ------ | ------ |
| 乘   | (乘) | 乘     | 乘     | 乘   | 乘     | 乗     |
| 亞   | (亞) | 亞     | 亚     | 亞   | 亞     | 亜     |
| 假   | (假) | 假     | 假     | 假   | 假     | 仮     |
| 冷   | (冷) | 冷     | 冷     | 冷   | 冷     | 冷     |
| 別   | (別) | 别     | 别     | 別   | 別     | 別     |
| 畫   | (畫) | 畫     | 画     | 畵   | 畫     | 画     |
| 劃   | (劃) | 劃     | 划     | 劃   | 劃     | 劃     |
| 勛   | (勛) | 勛     | 勋     | 勳   | 勳     | 勲     |
| 吳   | (吳) | 吴     | 吴     | 吳   | 吳     | 呉     |
| 啟   | 啟   | 啓     | 启     | 啓   | 啓     | 啓     |
| 圈   | (圈) | 圈     | 圈     | 圈   | 圈     | 圏     |
| 圖   | (圖) | 圖     | 图     | 圖   | 圖     | 図     |
| 塵   | (塵) | 塵     | 尘     | 塵   | 塵     | 塵     |
| 增   | (增) | 增     | 增     | 增   | 增     | 増     |
| 壞   | (壞) | 壞     | 坏     | 壞   | 壞     | 壊     |
| 奧   | 奧   | 奥     | 奥     | 奧   | 奧     | 奥     |
| 廠   | (廠) | 廠     | 厂     | 廠   | 廠     | 廠     |
| 廣   | 廣   | 廣     | 广     | 廣   | 廣     | 広     |
| 強   | (強) | 强     | 强     | 强   | 强     | 強     |
| 從   | (從) | 從     | 从     | 從   | 從     | 従     |
| 感   | 感   | 感     | 感     | 感   | 感     | 感     |
| 憲   | 憲   | 憲     | 宪     | 憲   | 憲     | 憲     |
| 戶   | 户   | 户     | 户     | 戶   | 戶     | 戸     |
| 臺   | 台   | 臺     | 台     | 臺   | 臺     | 台     |
| 抬   | (抬) | 抬     | 抬     | 擡   | 擡     | 擡     |
| 效   | (效) | 效     | 效     | 效   | 效     | 効     |
| 敘   | 敍   | 叙     | 叙     | 敍   | 敍     | 叙     |
| 於   | 於   | 於     | 于     | 於   | 於     | 於     |
| 東   | (東) | 東     | 东     | 東   | 東     | 東     |
| 樂   | 樂   | 樂     | 乐     | 樂   | 樂     | 楽     |
| 次   | 次   | 次     | 次     | 次   | 次     | 次     |
| 殺   | (殺) | 殺     | 杀     | 殺   | 殺     | 殺     |
| 溫   | 温   | 温     | 温     | 溫   | 溫     | 温     |
| 澀   | (澀) | 澀     | 涩     | 澁   | 澁     | 渋     |
| 為   | (為) | 爲     | 为     | 爲   | 爲     | 為     |
| 煙   | (煙) | 烟     | 烟     | 煙   | 煙     | 煙     |
| 獅   | (獅) | 獅     | 狮     | 獅   | 獅     | 獅     |
| 發   | (發) | 發     | 发     | 發   | 發     | 発     |
| 益   | (益) | 益     | 益     | 益   | 益     | 益     |
| 真   | (真) | 真     | 真     | 眞   | 眞     | 真     |
| 眾   | (眾) | 衆     | 众     | 衆   | 衆     | 衆     |
| 祕   | (祕) | 秘     | 秘     | 祕   | 祕     | 秘     |
| 窗   | 窗   | 窗     | 窗     | 窓   | 窓     | 窓     |
| 經   | (經) | 經     | 经     | 經   | 經     | 経     |
| 群   | 羣   | 群     | 群     | 群   | 群     | 群     |
| 肅   | 肅   | 肅     | 肃     | 肅   | 肅     | 粛     |
| 腦   | (腦) | 腦     | 脑     | 腦   | 腦     | 脳     |
| 腳   | (腳) | 脚     | 脚     | 脚   | 脚     | 脚     |
| 臥   | 卧   | 卧     | 卧     | 臥   | 臥     | 臥     |
| 與   | 與   | 與     | 与     | 與   | 與     | 与     |
| 舉   | 舉   | 舉     | 举     | 擧   | 擧     | 挙     |
| 花   | 花   | 花     | 花     | 花   | 花     | 花     |
| 華   | (華) | 華     | 华     | 華   | 華     | 華     |
| 菸   | 菸   | 菸     | 烟     | 菸   | 菸     | 菸     |
| 藥   | 藥   | 藥     | 药     | 藥   | 藥     | 薬     |
| 處   | 處   | 處     | 处     | 處   | 處     | 処     |
| 衛   | 衞   | 衛     | 卫     | 衛   | 衞     | 衛     |
| 裡   | 裏   | 裏     | 里     | 裏   | 裏     | 裏     |
| 見   | (見) | 見     | 见     | 見   | 見     | 見     |
| 角   | (角) | 角     | 角     | 角   | 角     | 角     |
| 說   | 説   | 説     | 说     | 說   | 說     | 説     |
| 讓   | (讓) | 讓     | 让     | 讓   | 讓     | 譲     |
| 貝   | (貝) | 貝     | 贝     | 貝   | 貝     | 貝     |
| 車   | (車) | 車     | 车     | 車   | 車     | 車     |
| 轉   | (轉) | 轉     | 转     | 轉   | 轉     | 転     |
| 選   | 選   | 選     | 选     | 選   | 選     | 選     |
| 鄉   | (鄉) | 鄉     | 乡     | 鄕   | 鄕     | 郷     |
| 錢   | (錢) | 錢     | 钱     | 錢   | 錢     | 銭     |
| 長   | (長) | 長     | 长     | 長   | 長     | 長     |
| 門   | (門) | 門     | 门     | 門   | 門     | 門     |
| 雜   | (雜) | 雜     | 杂     | 雜   | 雜     | 雑     |
| 雞   | (雞) | 鷄     | 鸡     | 鷄   | 鷄     | 鶏     |
| 靜   | 靜   | 静     | 静     | 靜   | 靜     | 静     |
| 飲   | (飲) | 飲     | 饮     | 飮   | 飮     | 飲     |
| 馬   | (馬) | 馬     | 马     | 馬   | 馬     | 馬     |
| 骨   | 骨   | 骨     | 骨     | 骨   | 骨     | 骨     |
| 體   | 體   | 體     | 体     | 體   | 體     | 体     |
| 髮   | (髮) | 髮     | 发     | 髮   | 髮     | 髪     |
| 鬥   | (鬥) | 鬥     | 斗     | 鬪   | 鬪     | 闘     |
| 鳥   | (鳥) | 鳥     | 鸟     | 鳥   | 鳥     | 鳥     |
| 鹽   | (鹽) | 鹽     | 盐     | 鹽   | 鹽     | 塩     |
| 麥   | 麥   | 麥     | 麦     | 麥   | 麥     | 麦     |
| 麵   | 麪   | 麵     | 面     | 麵   | 麵     | 麺     |
| 麻   | 麻   | 麻     | 麻     | 麻   | 麻     | 麻     |
| 麼   | 麼   | 麽     | 么     | 麼   | 麼     | 麼     |
| 黃   | 黃   | 黄     | 黄     | 黃   | 黃     | 黄     |
| 鼻   | (鼻) | 鼻     | 鼻     | 鼻   | 鼻     | 鼻     |
| 齊   | 齊   | 齊     | 齐     | 齊   | 齊     | 斉     |
| 齋   | 齋   | 齋     | 斋     | 齋   | 齋     | 斎     |
| 龍   | 龍   | 龍     | 龙     | 龍   | 龍     | 竜     |
| 龜   | 龜   | 龜     | 龟     | 龜   | 龜     | 亀     |

## 朝鮮漢字
独立以来ハングル専用政策がとられた韓国では、漢字の簡略化は公式には行われていない。このことから朝鮮漢字（朝鮮語で「한자〈漢字〉」）を「繁体字」と呼ぶことがある。Ken Lunde著『CJKV 日中韓越情報処理』（小松章・逆井克己訳、オライリー・ジャパン、2002年）は110ページで「KS X 1001:1992に規定されている漢字は繁体字と考えられる」と述べているほか、共同通信社編著『記者ハンドブック』（共同通信社）第6版（1990年、578ページ）以降第11版（2008年、714ページ）までのように、日本で当用漢字以後一般的には使われなくなった「旧字体」と同様の字体のものを「繁体字」と呼んだ例もある。ただし本項で扱う中国語における繁体字の規範とは用字法や字体に違いがある。字体については康熙字典体を基本としており、中国語の現行規範よりも日本の「旧字体」に近い。

## 中国大陸と繁体字

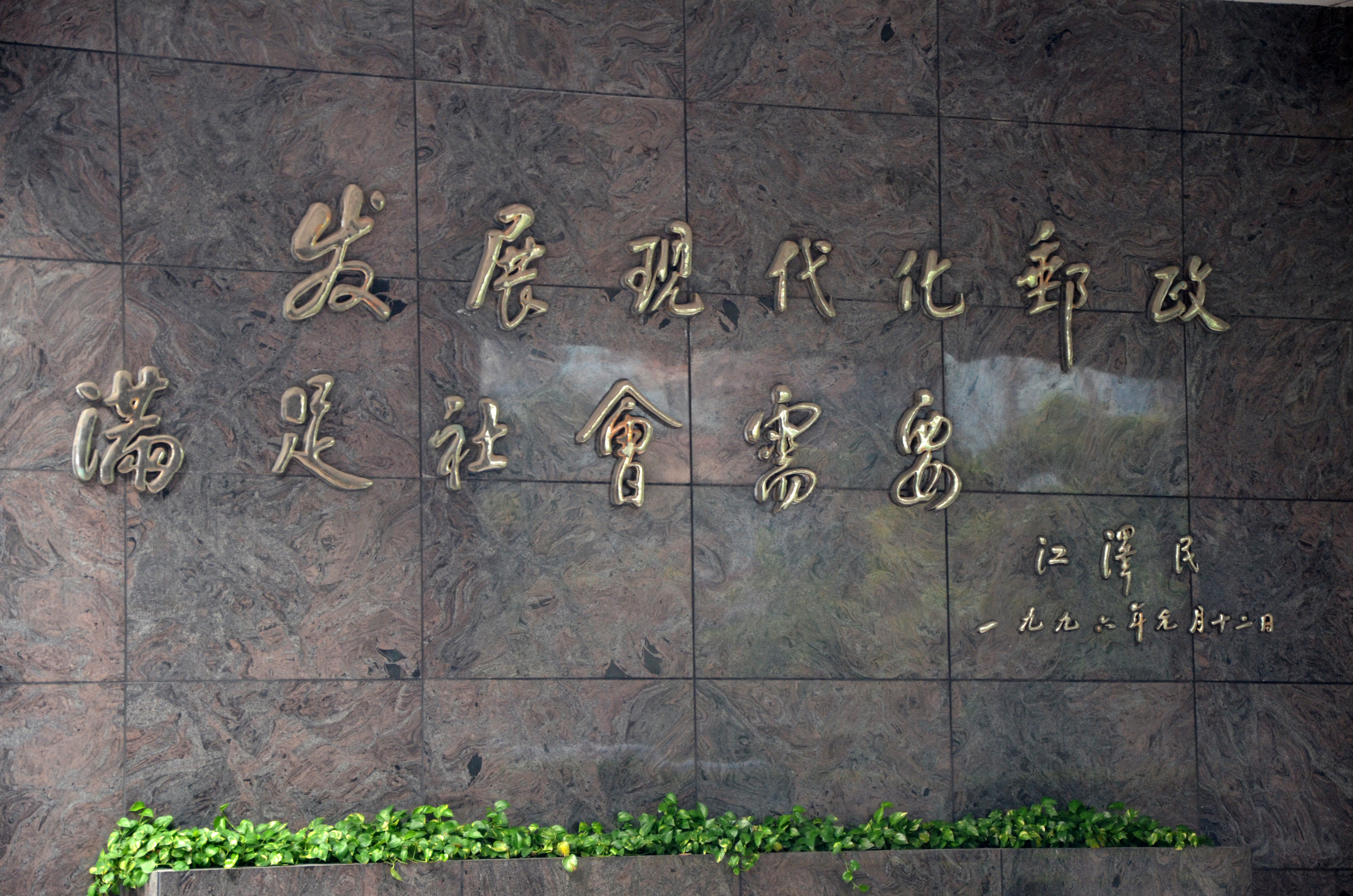
江沢民の揮毫：「発展現代化郵政、満足社会需要」。「发（発・發）」は簡体字で、「現（现）・郵（邮）・滿（满）・會（会）・澤（泽）」は繁体字である。

中華人民共和国統治下の中国大陸では、1955年以降「文字改革」政策の柱として漢字の簡化を進め、簡体字を「規範漢字」としている。例えば、天安門の毛沢東の肖像画の両側に建国当初掲げられた有名な「中華人民共和國萬歲」「世界人民大團結萬歲」の文字は1964年に「中华人民共和国万岁」「世界人民大团结万岁」となった。2000年成立・2001年施行の「国家通用語言文字法」において、繁体字および異体字の使用が認められるのは、文物古跡、姓名中の異体字、書道・篆刻などの芸術作品、揮毫題辞・看板の手書き文字、出版・教育・研究上必要な場合、国務院の関係部門が認めた特別な場合に限定されている。
1980年、漢字の長所を科学的に見直すとする「漢字現代化研究会」が北京で発足し、数年後「北京国際漢字研究会」と改称した。メンバーに華僑が多く、漢字をおくれたものと見なす漢字落後論を基調とする従来の文字改革の流れに批判的な立場をとった。研究会は『漢字文化』誌を発行し、手書きは簡体字でよいが印刷は視認性に優れた繁体字により行うのがよいとする「識繁写簡」を主張した。これにより文字改革に肯定的な学者らとの論争が起こった。
2007年11月、中国の北京で開かれた第8回国際漢字会議で台湾・香港・マカオの繁体字を中心として一部のみ簡体字を認め、5000 - 6000字の字体を統一した「標準字」を定めていくことで中国・台湾・日本・韓国などが合意したと報じられた。ただし、中華人民共和国教育部（教育省）は「そのような事実はない」と否定しているとも報道された。
2009年3月3日、中国人民政治協商会議全国委員会の潘慶林委員が、簡体字は中国の伝統文化の継承を妨げるとして、繁体字に段階的に戻すよう提案を行っている。
2009年6月19日、台湾の馬英九総統は中国にもっと繁体字を使用してほしいとする異例の提案を行っている。